# アメリカニゼーション (移民)

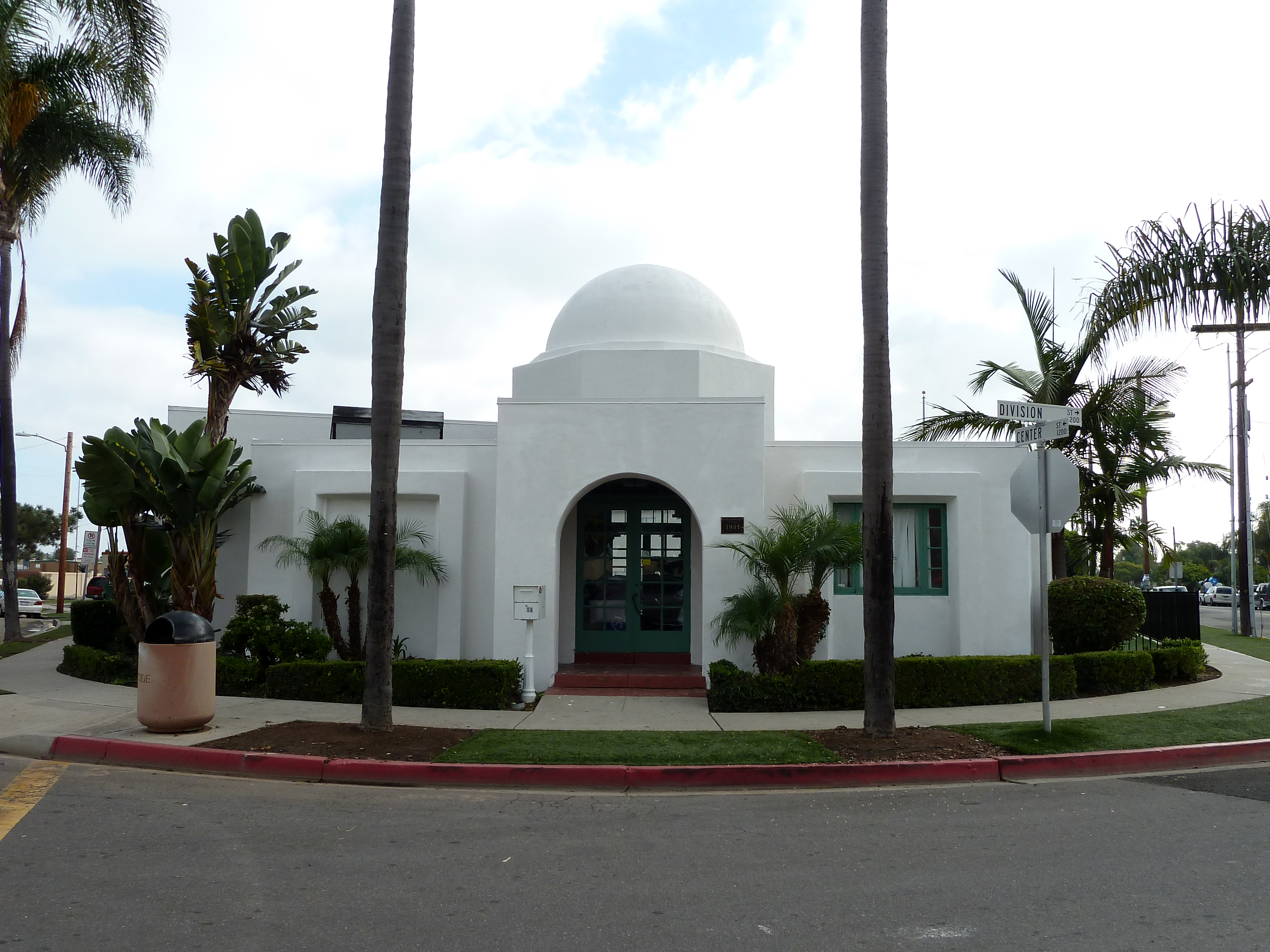
1931年、カリフォルニア州オーシャンサイドに建設されたアメリカ化学校。スペイン語が母国語の移民の英語と文化の学習のために設立された。

アメリカニゼーション（Americanization）は、アメリカ合衆国への移民に米国の価値観、信念、習慣を共有する人物にさせる同化政策。アメリカ英語の使用と米国の文化、価値観、習慣に適応させることが目的であった。
アメリカ化運動（Americanization movement）は、1910年代に米国の文化システムに何百万人もの新移民を取り込もうとする全国的な市民活動のことである。30以上の州がアメリカ化プログラムを認める法律を可決し、何百もの都市で商工会議所は英語の授業を組織し多くの工場・会社が協力した。特に北東部と中西部では3,000を超える教育委員会が放課後と土曜日のクラスを運営し、労働組合、特に炭鉱労働者（ United Mine Workers of America ）は、メンバーの市民権取得を援助した。都市部では YMCAとYWCAが特に活発であった。この運動は第一次世界大戦中にクライマックスとなり、若い移民男性が陸軍に徴兵され、国はヨーロッパの民族グループを米国市民としてのアイデンティティに統合するためにあらゆる努力をした。
文化同化という意味でこの運動はその後広く議論される多文化主義の考えと対照的であった。この時期のアメリカ化の取り組みは、教育や英語学習を超えて「外国の」文化的要素の積極的かつ時には強制的な抑圧にまで及んだ。この運動は外国人嫌悪、南ヨーロッパ人に対して偏見を助長させるという批判が起こり、また米国がドイツとの戦争を宣言した後反ドイツ感情も広まった。

## 背景
移民へのアメリカ二ゼーション（米国化）は1830年代に始まる。1820年以前は、米国への外国からの移民は主にイギリス諸島からであった。植民地時代には、フランス人、スウェーデン人、ドイツ人など他の民族グループが存在したが、これらの民族グループは全体のごくわずかな割合であった。しかし1820年、初めてアイルランドとドイツからの大幅な米国への移住が始まり1885年まで、移民は圧倒的に北西ヨーロッパ （その年の90％）であり、先住民や新移民のバブルの中で安定性を維持しながら米国の既存の文化と同様の文化をもたらした。1905年までに大きな変化が起こり、これらのニューカマー（新移民）の4分の3が南ヨーロッパと東ヨーロッパ生まれであった。彼らの宗教は主にローマカトリック 、ギリシャカトリック、ユダヤ人であり、北欧と西ヨーロッパの移民と習慣、習慣、生活の理想が著しく対照的であるため、市民のアメリカ化は困難であった。
アメリカ合衆国国勢調査局によると、1910年には約13,000,000人の外国生まれの居住者と33,000,000人の外国出身の居住者が米国に住んでいた。10歳以上の外国人の約3,000,000人は英語を話すことができず、約1,650,000人はどの言語でも読み書きすることができなかった。外国生まれの大衆の半分近くが投票年齢の男性であったが、1,000人中4人ほどしか英語とアメリカ市民権について教育を受けていなかった。米国では合計で約500万人が英語を話すことができず、そのうち200万人は読み書きができなかった。第一次世界大戦 （1914年）とその直後の年は、アメリカ化のプロセスにおける転換期であった。1910年に、ドラフト年齢の外国人男性の34％は英語を話すことができず、登録されている外国人男性の約50万人が英語で与えられた軍事命令を理解できなかった。同時に、戦争によって追放されたより多くの移民が到着し始める。
多くのアメリカ人は。移民の増加が政治秩序に脅威をもたらすことを恐れた。アメリカ人の移民に対する意識と態度、そして彼らの外交関係は、アメリカの世界における役割の増大に伴って劇的に変化した。移民に対するアメリカ人の見方がより否定的で、外国人嫌悪が高まるにつれ、アメリカは強制アメリカ化のプログラムに加えて、1924年代の移民法を含む1920年代の移民制限法に訴えった。さらに、南ヨーロッパおよび南東ヨーロッパ人、アフリカ人の移民を厳しく制限し、アラブ人およびアジア人の移民を完全に禁止した。同時に、多文化社会の新たな前向きな見方が進展し始めた。 

## 起源

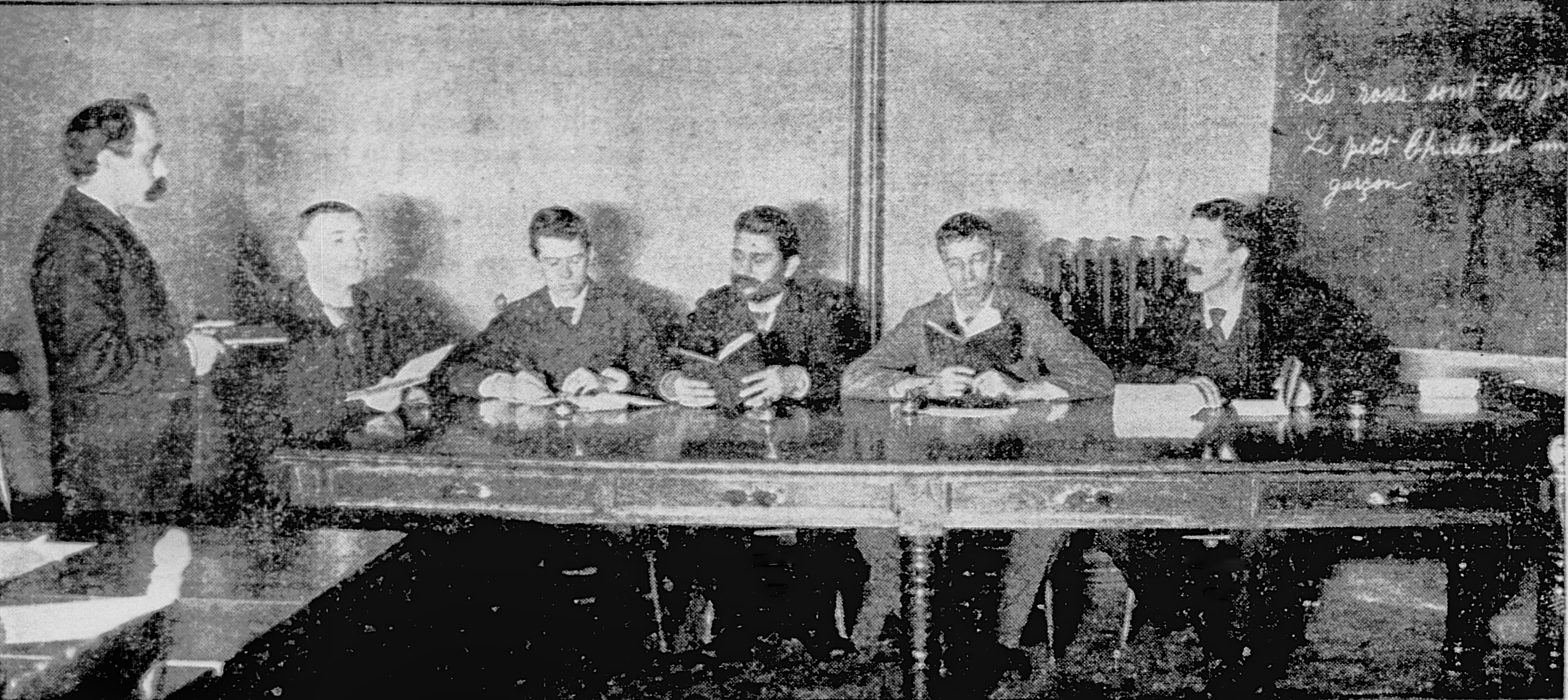
1902年、英語の授業を受けるフランス人。

「アメリカ化（Americanization）」という用語は1915年7月4日、多くの都市で「アメリカ化の日」の祝日が組織されたときに一般的に使用され、同化への関心はそのようなプログラムが「アメリカ化」と指定されるまで、長年にわたって高まっていた。1911年の米国移民委員会の報告書の発表は、移民と帰化に対する建設的な国家政策を策定しようとする試みであり、その後採用された多くのプログラムの基礎となった 。
全米アメリカ化委員会は1915年5月に設立され、アメリカ移民委員会の支援を得て、アメリカ市民全員を1つにまとめ、アメリカ人として生まれた場所での共通の権利を祝うことを目指していた。委員会は非常に効果的で、政府、学校、裁判所、教会、女性クラブなどのアメリカ社会の多くの側面を協力の単位として扱う強力な組織となった。この委員会は、アメリカ化の仕事とその方法の標準化を担当し、移民の思想、興味、活動を触発した。彼らの多くの実験は、後に国の政府、教育、およびビジネスシステムに組み込まれた。
大量移民の期間中、アメリカ化プロジェクトの主な対象グループは、ユダヤ人とカトリック教徒、そして南ヨーロッパと東南ヨーロッパからの移民であった。教会、労働組合、慈善団体は、構造化されたプログラムを通じて正式に、また経営者が作成した環境を通じて非公式に職場で新しい移民をアメリカ化しようとした。
民間機関も移民のアメリカ化プロジェクトに協力した。フォード・モーターは、特によく知られたプログラムがあった。移民の間で体系的な仕事のプログラムを実施している宗教団体の中には、大規模なプロテスタント宗派のほとんど、 国立カトリック戦争評議会、YMCA、 YWCA、コロンブスの騎士およびYMHAの広範なキャンペーンも愛国組織によって実施された。国家安全保障連盟、アメリカ革命の息子と娘、アメリカの植民地のダムズなど 。国立商工会議所と数百の市議会も体系的な作業を行った。第一次世界大戦中および後の愛国的義務としての公共図書館にもアメリカ化を受け入れ女子クラブ連盟とユダヤ人の女性の国家評議会はまた、作業の明確かつ包括的なプログラムを採用した。組織は帰化書類で新参者を支援し、家族の再会を支援し、通訳を提供し、詐欺的な申し出について警告し、弁護士へのアクセスを提供し、雇用に関する情報を提供した。
その後、新移民の集団は英語を学び、スピーチ、衣服、レクリエーションにアメリカのライフスタイルを取り入れ彼らは歴史的な宗教に固執した。彼らは伝統的な料理を保持しただけでなく、ピザ、 ベーグル 、 タコスをアメリカ人に広めた。
ソーシャルワーカーは一般にアメリカ化運動を支持したが、一部は否定した。エディス・テリー・ブレマーは戦前のアメリカ化プログラムに強く反対し、アメリカ化は恐怖と憎悪を刺激したと書いている。その後、米国移民委員会の特別代理人を務めたブレマーは、移民にサービスを提供している既存の官公庁が女性をほとんど無視するのではないかと懸念し、ニューヨーク市に最初の国際研究所を設立し、YMCA実験として彼女の最も重要な貢献をした。1910年12月。

## 第一次世界大戦
1914年の第一次世界大戦の勃発により、外国人への関心は急速に高まった。米国は1917年4月まで中立を保っていたが、ヨーロッパでの戦争は米国の最近の多くの移民に注意を向けられた。特に懸念されたのは、米国または母国への政治的忠誠の問題、およびアメリカ社会への同化に関する長期的な緊張であった。
国防評議会、米国内務省 、 食品局 、および政府の戦争目的を支援するために米国の人々を団結させる任務を負う他の連邦政府機関など、数多くの機関が活発になった。国民的アメリカ化委員会（NAC）は、この運動において最も重要な民間組織でフランシス・ケラーが監督した。次に重要なのは、アメリカの移民委員会であり、連邦教育局の移民教育部門に資金を提供するのに役立った。アメリカ化の出版者であり宣伝活動家でもあるジョン・フォスター・カーは、アメリカの公共図書館が最も効果的なアメリカ化の力であると確信していた。彼は1913年にアメリカ図書館協会に参加しまし、アメリカの図書館が彼の出版物を移民とのアメリカ化活動に使用することを期待した。1年後、ニューヨーク移民出版協会を設立し、移民向けのガイドブックや、司書やソーシャルワーカー向けのアメリカ化のトピックに関するハンドブックやパンフレットを発行した 
エリス島のコミッショナーであるフレデリック・C・ハウは、1915年7月4日に彼らのコミュニティでアメリカ化の夜を作るように全国の市長に依頼した。

### 戦争の影響
|1914年から1919年までの第一次世界大戦のため、もともと母国に戻ることを意図していた数百万人の最近到着した移民が祖国のヨーロッパに帰国できなかった。大多数がアメリカに永住することを決め、彼らが使用言語を英語に切り替えたときに外国語の使用は劇的に減少した。アメリカ化に抵抗する代わりに、彼らはそれを歓迎し、英語のクラスにサインアップし、貯蓄を使って家を購入し、他の家族を連れてきた。
ケラーは、1916年にNACの立場で発言し、アメリカ化プログラムに効率性と愛国心を組み合わせるよう提案した。工場の労働者全員が英語を理解できるようになり、したがって注文をよりよく理解して事故を回避できるようになれば、それはより効率的だと彼女は主張した。アメリカ化すると、彼らはアメリカの産業の理想を理解し、アメリカの影響力にさらされ、ストライキの扇動者や外国の宣伝者だけに服従することはなかった。その結果、彼女は、無関心で無知な住民を有権者の理解に変え、彼らの家をアメリカの家にし、民族コミュニティ全体でのアメリカの生活水準を確立するであろうと彼女は主張した。結局、彼女はそれを主張し、「自由と正義という私たちの国家的理想に対する熱心な忠誠において、外国生まれとネイティブの両方を統一する」。

### 1920年代
第一次世界大戦後、アメリカ化プログラムへの重点は次第に緊急プロパガンダから長期教育プログラムへと移行した。米軍総督官邸による軍の草案の状態の調査により18％から42％軍の収容所にいる男性のうち、新聞を読んだり、家に手紙を書いたりすることができず、米国北東部、中西部、西部では、これらの文盲はほとんど完全に外国人であった。何百ものアメリカ化機構の外国の植民地に住む年配の男性と女性の間で、米国の目的と利益の理解に対する障壁がこれよりもさらに顕著であることが示唆された。

### 20世紀後半
1970年代以降、 多文化主義の支持者はアメリカ人化プログラムを強引で移民文化を尊重しないものとして攻撃し始めた。今日の主要な議論は、英語を話すことがアメリカ人であることの本質的な要素であるかどうかだった。

## オランダ人
レナードディナースタインとデビッドM.レイマーズは、19世紀に西ヨーロッパと北ヨーロッパから大量に到着した移民がほとんど同化したことを示した。彼らはこのプロセスを、ネイティブエスニックグループの外での婚姻率の増加や、日常生活、教会、学校、メディアでのネイティブ言語の使用を含まない「旧世界文化」の喪失と呼んでいた。このプロセスは世代を超えて続いており、これらの移民グループは、時間の経過とともに主流のアメリカ文化に同化するようになった。

## アイルランド人
アイルランド人は、米国への移民とアメリカ化の最初の波に関して最も影響力のある民族グループであった。アメリカの都市に新しく到着した移民はアイルランド人を避けるのに苦労した。アイルランド人はアメリカの労働者階級社会のあらゆる面に存在していたので、ニューカマーにとってアイルランド人の存在はとても身近だった。1840年から1890年までの間に、300万人を超えるアイルランド人移民が米国に入国し、1900年までに、第1世代と第2世代の約5,000,000が定住した。米国にはアイルランドよりもアイルランド人が多く住んでおり、アイルランド系アメリカ人は、ニューカマーのアメリカ化に大きな役割を果たした。つまり、米国のアイデンティティは、民族グループ間の動的な関係や特定のグループ固有の歴史や伝統から生まれた。
新しい民族グループはアメリカの文化の主流に直接同化していなかったが、新しい文化の主流である移民が独自の経験を通して新しいスキルと習慣を学び、新しい生き方に慣れ親しんでいる段階的な文化変容プロセスがあった。この形式のアメリカ化は、和解集団、夜間学校のクラス、企業のプログラムで発生した力と強制によって部分的に実行されたプロセスであり、そこではこれらの労働者階級の移民がWASPの値を学ぶよう迫られた。「多民族のアメリカの都市を理解するための鍵は、ほとんどの移民が、こじみた正式なプログラムを通じて、通りや教会で多様な民族的背景を持つアイルランド人や他の経験豊富な労働者階級のアメリカ人との非公式の接触を通してよりも、彼らの新しい世界を理解するようになったということである。、そして劇場。」 歴史家のジェームズバレットは、「労働運動、カトリック教会、および多くの労働者階級のコミュニティの政治組織の中で、アイルランド人は後のグループのアメリカ人として重要な地位を占めていた」と述べている。
米国への外国人移民の最初の日から現在のアメリカまで、移民のアメリカ化は非常に複雑な150年の段階的な文化変容のプロセスである。アメリカ化は簡単でシンプルな一方向のプロセスであるという考えは不正確である。この背後にある主な理由は、人々が自分の文化を保持する傾向があるためである。
「未熟練の仕事についてアフリカ系アメリカ人と競争し、彼ら自身が「白い黒人」と名付けられたアイルランド人は、他の移民グループと同様に、人種差別を自己定義の一部として支持した。ヨーロッパ系アメリカ人はすぐに、この約束の地で起こり得る最悪の事態は「色付き」であり、このパリアの人口から可能な限り距離を置いていることを知った19世紀後半までに、人種差別は本当に多くの労働者の世界観に根ざし、階級統一のプロセスを促進するために、新人移民に引き継がれた。

## ユダヤ人
ジェイコブ・シフは、19世紀後半にアメリカのユダヤ人コミュニティのリーダーとして大きな役割を果たした。移民制限の需要が高まる中、シフはユダヤ人のアメリカ化を支持し働いた。改革派ユダヤ人、彼はアメリカの保守的なユダヤ神学校の創設を支持した。彼は彼の以前の反対を逆転させて、シオニズムの修正された形を支持する立場をとった。とりわけ、シフは、アメリカのユダヤ人はユダヤ人とアメリカ人の両方の世界に住むことができ、永続的なアメリカのユダヤ人コミュニティを可能にするバランスを作ることができると信じていた。
1893年にシカゴで設立された全米ユダヤ人女性評議会（NCJW）は 、慈善活動とユダヤ人移民のアメリカ化を目標としていた。NCJWは、東ヨーロッパのユダヤ人女性と少女の窮状に対応するために、移民局援助を作成し、エリス島に到着してから最終目的地に到着するまで、女性移民を支援および保護している。NCJWのアメリカ化プログラムには、住居、健康、雇用の問題に関する移民の支援、女性が社交を開始できる組織への誘導、そして強いユダヤ人のアイデンティティを維持しながら英語のクラスを実施することが含まれていた。評議会は、従順ではなく多元的であり、第一次世界大戦後もアメリカ化の努力を続け、制限された移民法と闘った。アメリカ化は伝統的なエスニックフードをあきらめることを意味しませんだった。

## イタリア人
第一次世界大戦は、ほとんどの新しい到着とイタリアからの出発を封鎖した。イタリア系アメリカ人のコミュニティはアメリカ人の戦争の努力を支持し、何万人もの青年を軍隊に送り込んだ。コミュニティがアメリカ化キャンペーンを支持したので、戦争債券を買うことは愛国的になった、そして、英語の使用は急増した。1920年代までにリトルイタリーズは安定し、労働者がスキルを身につけ、起業家がレストラン、食料品店、建設会社、およびその他の中小企業を開拓するにつれて、より豊かになった。新しい到着がほとんどなかったため、イタリア語が減り、特に若い世代の英語が話された。

## ケイジャン人
ルイジアナ州南部のフランス語圏のケイジャンは移民ではなく、アメリカ独立革命の前に他のグループとの接触がほとんどない孤立した地域に到着した。ケイジャンは20世紀に強制的に英国化された。子どもたちは学校でフランス語を使ったことで罰せられた。彼らは「スワンプラット」や「ブガリー」じみた名前で呼ばれ、「私は学校ではフランス語は話せません」と書かれ、トウモロコシの粒にひざまずき、定規で叩かれた。:18 フランス語も1912年に教育手段として禁止された。 :18 アケイディアナへの英語の映画、新聞、ラジオの普及により、英語はケイジャン・フランス語語よりも名声を得た。 :20 戦時の兵役は若い男性の伝統主義の地殻を壊したが、自動車と高速道路システムはアングロの都市への容易な移動を可能にした。繁栄と消費文化、および他の多くの影響がケイジャンの言語的および文化的な独自性の多くを無効にした。

## ポーランド人
アメリカへのポーランド移民の研究、ヨーロッパとアメリカのポーランドの農民 （1918–1920）は、このプロセスの画期的な最初の研究となった。

## メキシコ人
エスニックメキシコ人は、アメリカ合衆国で最大の人々のグループの1つである。初期の頃、メキシコの移民とメキシコ系アメリカ人の両方が積極的に英米社会の一部になることを試みていた。アメリカ化の例の1つは、メキシコ人とメキシコ系アメリカ人の若者に見られる。1910年代以降、カリフォルニアの若者に大きな焦点が置かれた。違法な外国人からトラブルメーカーに至るまで、若者のステレオタイプがあり、現在もそうである。これらの固定観念を取り除くための最初のステップの1つは、カリフォルニアのネイティビストによって促進された教育の助けを借りたアメリカ化によるものだった（排外主義）。
マートンE.ヒルの「アメリカ化プログラムの開発」では、ヒルは次のように述べた。「英語の使用、正しいアメリカの習慣、そしてアメリカの生活の可能な限り最高の基準。」 。目標は、メキシコ系アメリカ人の若者をアメリカ社会に統合し、国民の目にはアメリカ人になることだった。このアメリカ化は人々のメキシコ文化を引き継ぎ、「外向きメキシコ」文化を非アメリカ人と名付けた。
アメリカ化への取り組みは、家庭にも受け継がれた。英米人の観点から、若者を変える最善の方法は母親の助けを借りることだった。母親はメキシコ人のアメリカ化の好ましい船の1つだった。母親は家でより多くの時間を過ごし、学んだアメリカの価値観を若者に伝えることができるからである。母親をアメリカ人にするために、彼らは1915年の家庭教師法の助けを借りて教えられた。この法律により、教師はカリフォルニアのメキシコ人の家に入り、アメリカ人になる方法と子供たちに価値を伝える方法を女性に教えることができた。
母親以外に、若者をアメリカ化するために行われたもう1つの取り組みは、メキシコの若い女の子をアメリカ化することだった。若い女の子たちは、縫製、予算編成、母性などの活動を通じて、さまざまなアメリカの価値観や習慣について学校で教えられ始めた。若い女の子を教育するための同じアイデアは、彼らが母親を教育していた理由だった、女の子は母親に成長し、家庭内外のメキシコ系アメリカ人の生活に影響を与えた。
教育はアメリカ化の取り組みの主な焦点だった。すぐに、メキシコ系アメリカ人の心に刻まれ、アメリカ社会の一部になるための最良の方法は、彼ら自身のメキシコ文化を後に残すことだった。南西部全体で、メキシコ系アメリカ人を社会に完全に統合するための新しい組織が作られていた。1つの例は、米国市民のみが参加を許可された連合ラテンアメリカ市民連盟（LULAC）である。LULACのパンフレットには、「教育はこの国の文化の発展と発展の基盤であり、米国の最高の原則と基準に従って人々の教育を保護および促進する義務があると信じている」というフレーズが記載されている。アメリカ化への組織の献身を示す。第二次世界大戦前に作成されたアメリカ化を支援する組織を通じて、メキシコの移民とメキシコ系アメリカ人の間で大きな格差が生じた。
統合的政策の恩恵を受ける人々はメキシコ系アメリカ人であり、彼らはメキシコ人からの分離を積極的に試みた。組織に関与しているメキシコ系アメリカ人のほとんどは中産階級の出身であり、人々の分離をさらに大きくしている。第二次世界大戦に至るまで、アメリカの人々を結びつけるために使用されたより多くの戦術があった。出現した政策の1つは、米国がアメリカ大陸の誰もが団結するべきであるという考えを促進したグッドネイバーポリシーだった。これは、誰もがアメリカ人とみなされ、人々はお互いを尊重して扱うべきであるという考えをもたらした。グッドネイバーポリシーを通じて、もう1つの大規模なアメリカ化の戦術が現れた。第二次世界大戦中に戦争に参加することである。
第二次世界大戦中、多くのメキシコ系アメリカ人がさまざまな部隊に加わり始め、一部は統合され、他は分離された。彼らの内容によれば、戦争中、メキシコ系アメリカ人の兵士は、彼らの部隊で彼ら自身の一人として英米人によって扱われていた。他の国では、特に兵士が家に戻ったときに、依然として差別が発生した。アメリカ化の努力は、彼らが完全にアメリカ人であったとしても、彼らは自国で外国人として扱われるのをやめようとはしなかったと見る人達が見始めたほどには顕著ではなかった。

## その他
この語は、アラスカなどアメリカに持ち込まれた地域の文化的変容や、ネイティブアメリカンの同化にも使用される。
アメリカニゼーションという用語は1907年以降、アメリカが他国に与える影響という意味で使用されている。